# Killer Joe
Killer Joe es una película estadounidense de 2011 dirigida por William Friedkin. Está protagonizada por Matthew McConaughey, Emile Hirsch, Juno Temple, Gina Gershon y Thomas Haden Church. El guion, escrito por Tracy Letts, está basado en su obra de teatro homónima.

## Trama
Agobiado por las deudas que tiene con un traficante de drogas, el joven texano Chris Smith decide que su única solución es matar a su madre para poder recibir el dinero del seguro de vida, el cual está a nombre de su hermana menor, Dottie. Tras revelar el plan a su padre, Ansel, quien se había divorciado de su madre hace años, Chris contacta a Joe Cooper, un policía corrupto que trabaja como sicario. Chris y Ansel deciden dividir el dinero del seguro en cuatro partes, una vez que Joe reciba su pago, dándole la cuarta parte a Sharla, esposa de Ansel. Sin embargo, Joe les dice que el pago por su tarea debe ser entregado por adelantado, cosa que Chris no puede hacer. Para superar este obstáculo, el joven acepta entregar a su hermana Dottie como anticipo, hasta que obtenga el dinero del seguro.
Para hacer efectivo el anticipo, Joe le pide a Chris y Ansel que lo dejen cenar a solas con Dottie. La adolescente, que conoce el plan de Chris y las intenciones de Joe, se niega en un principio a estar a solas con él, pero finalmente acepta. Tras la cena, Dottie y Joe mantienen relaciones sexuales. Días después, Joe cumple su parte del contrato y mata a la madre de Chris y Dottie, simulando un accidente. Sin embargo, al intentar cobrar el dinero del seguro, Chris y Ansel descubren que la beneficiaria no era Dottie, sino que era Rex, el novio de Sharla. Ante esto, Joe decide matar a Rex y le roba el cheque. Chris, temiendo ser la próxima víctima del sicario, planea fugarse a Perú junto a su hermana.
Joe va a la casa de Ansel y encara a Sharla, haciendo que confiese que ella había estado tras la estafa. El sicario había descubierto que Sharla y Rex habían tenido una relación secreta, y juntos planearon que Chris acudiera a él para matar a su madre. De esta manera, solo ellos dos obtendrían el dinero del seguro y no tendrían que pagarle a Joe, quien se desquitaría contra el joven. Dado que la familia no tiene el dinero suficiente para pagarle al sicario, este decide llevarse a Dottie. Cuando Chris llega a la casa y amenaza al sicario con una pistola se produce un enfrentamiento entre ambos. Tras la pelea, el arma es recogida por Dottie, quien mata a su hermano y hiere a su padre. Tras esto la adolescente apunta a Joe y le dice que está embarazada. El sicario trata de convencerla para que no le dispare, acercándose lentamente a ella. La película termina cuando Dottie pone su dedo sobre el gatillo.

## Reparto
- Matthew McConaughey como Killer Joe Cooper.
- Emile Hirsch como Chris Smith.
- Juno Temple como Dottie Smith.
- Gina Gershon como Sharla Smith.
- Thomas Haden Church como Ansel Smith.
- Marc Macaulay como Digger Soames.
- Sean O'Hara como Rex.

## Recepción
Killer Joe obtuvo en general una respuesta positiva por parte de la crítica cinematográfica. La película posee un 77% de comentarios positivos en el sitio web Rotten Tomatoes, basado en un total de 147 reseñas, y una puntuación de 62/100 en Metacritic. Roger Ebert del periódico Chicago Sun-Times escribió: "[la película] me dejó mudo. No puedo decir que me encantó. No puedo decir que la odié. Está expertamente dirigida, tiene un reparto impecable y está escrita con un despiadado humor negro de Tracy Letts". Luis Martínez de El Mundo destacó el trabajo del actor Matthew McConaughey y del director, agregando: "Con el traje de una comedia tan negra como el betún negro, el realizador enseña a la concurrencia algunas de las consecuencias de la lujuría, la avaricía, la mediocridad o el miedo".
Por el contrario, Kyle Smith de New York Post sostuvo: "La película tiene todos los signos de ser una obra de teatro mal adaptada; las escenas duran demasiado, como para minimizar el esfuerzo de mover las escenografías, y los personajes siguen pronunciando discursos que no hacen nada para avanzar en la trama". A pesar de esto, Smith destacó la interpretación de McConaughey. Rene Rodriguez de The Miami Herald argumentó que el gore y la violencia mostrados en la película constituyen "una táctica barata en una película que aspira a explorar las digresiones morales que somos capaces de tolerar". Rodriguez concluyó que "uno termina sintiendo lástima por todos los actores forzados a humillarse, a excepción de McConaughey, cuya interpretación del mal sádico, manipulador, es hipnotizante, en parte porque era tan inesperada".

## Premios
| Año  | Premio                                    | Categoría              | Receptor(es)        | Resultado |
| ---- | ----------------------------------------- | ---------------------- | ------------------- | --------- |
| 2013 | Premios Independent Spirit                | Mejor actor            | Matthew McConaughey | Nominado  |
| 2012 | San Diego Film Critics Society Awards     | Mejor actor de reparto | Matthew McConaughey | Nominado  |
| 2011 | Festival Internacional de Cine de Venecia | Mouse d'Oro            | William Friedkin    | Ganador   |
| 2011 | Festival Internacional de Cine de Venecia | León de oro            | William Friedkin    | Nominado  |